# Documente Google
 Documente Google este un procesor de text inclus ca parte a unei aplicații web pentru birouri gratuite, oferite de Google în cadrul serviciului său Disc Google. Acest serviciu include, de asemenea, Foi de calcul Google și Prezentări Google, respectiv un program de foi de calcul și un program de prezentare. Documente Google este disponibil ca aplicație web, aplicație mobilă pentru Android, iOS, Windows, BlackBerry și ca aplicație desktop pe ChromeOS. Aplicația este compatibilă cu formatele de fișiere Microsoft Office. Aplicația permite utilizatorilor să creeze și să editeze fișiere online în timp ce colaborează cu alți utilizatori în timp real. Editările sunt urmărite de utilizator cu un istoric de revizuiri care prezintă modificările apărute. Poziția unei editări este evidențiată cu o culoare și un cursor specifice persoanei care a realizat editarea. Un sistem de permisiuni reglementează ceea ce pot face utilizatorii. Actualizările au introdus funcții folosind învățarea automată, inclusiv „Explorare”, oferind rezultate de căutare bazate pe conținutul unui document și „Action items”, permițând utilizatorilor să atribuie sarcini altor utilizatori. 

## Istoric
Documente Google provin din două produse separate: Writely și XL2Web. Writely a fost un procesor de texte bazat pe web creat de compania de software Upstartle și lansat în august 2005. Acesta a început ca un experiment al programatorilor Sam Schillace, Steve Newman și Claudia Carpenter, încercând noua tehnologie Ajax și funcția „conținut editabil” în navigatoare. Pe 9 martie 2006, Google a anunțat că a achiziționat Upstartle. În iulie 2009, Google a renunțat la statutul de testare beta al Documentelor Google. În martie 2010, Google a achiziționat DocVerse, o companie de colaborare online pentru documente. DocVerse a permis colaborarea online a mai multor utilizatori pe documentele Microsoft Word, precum și alte formate Microsoft Office, precum Excel și PowerPoint. Îmbunătățirile bazate pe DocVerse au fost anunțate și implementate în aprilie 2010. În iunie 2012, Google a achiziționat Quickoffice, o suită gratuită de productivitate freeware pentru dispozitive mobile. În octombrie 2012, Google a redenumit produsele Disc și Google Documents a devenit Documente Google. În același timp, au fost lansate aplicații Chrome care ofereau comenzi rapide la acest serviciu din pagina de filă nouă a navigatorului Chrome. În februarie 2019, Google a anunțat că va introduce corectare gramaticală în documente, extinzând verificarea ortografică prin utilizarea tehnicilor de traducere automată pentru a ajuta la surprinderea unor erori gramaticale complexe.

## Platforme
Documente Google este disponibil ca o aplicație web acceptată pe navigatoarele web Google Chrome, Mozilla Firefox, Internet Explorer, Microsoft Edge și Apple Safari. Utilizatorii își pot accesa toate documentele, precum și alte fișiere împreună, prin intermediul site-ului web Disc Google. În iunie 2014, Google a lansat o pagină de pornire dedicată Documente Google, care conține doar fișiere create prin acest serviciu. În 2014, Google a lansat o aplicație mobilă dedicată pentru documente pe sistemele de operare mobile Android și iOS. În 2015, site-ul mobil pentru Documente a fost actualizat cu o interfață „mai simplă și mai uniformă”, iar în timp ce utilizatorii pot citi fișiere prin site-urile de pe telefoane mobile, utilizatorii care încearcă să editeze aceste documente vor fi redirecționați către aplicația mobilă dedicată, împiedicând astfel editarea din navigatoarele mobile.

## Caracteristici

### Editare

#### Colaborare și istoricul revizuirilor
Documente Google și celelalte aplicații din suita Disc Google servesc ca instrument de colaborare pentru editarea de către mai mulți utilizatori împreună a documentelor în timp real. Documentele pot fi partajate, deschise și editate de mai mulți utilizatori simultan, iar aceștia pot vedea modificările exacte care sunt realizate în timp ce ceilalți colaboratori realizează modificări. Modificările sunt salvate automat pe serverele Google, iar istoricul revizuirilor este păstrat automat, astfel încât modificările anterioare pot fi vizualizate și anulate.
Poziția actuală pe pagina documentului a unuia dintre cei care colaborează este reprezentată cu un cursor colorat cu o culoare specifică acelui utilizator, astfel încât dacă un alt colaborator vizionează acea parte a documentului, acesta poate vedea modificările pe măsură ce apar. O funcționalitate de chat în bara laterală permite colaboratorilor să discute despre modificări. Istoricul reviziilor permite utilizatorilor să vadă adăugările aduse unui document, fiecare autor distingându-se prin culoarea specifică. Doar revizuirile adiacente pot fi comparate, iar utilizatorii nu pot controla cât de des sunt salvate acestea. Fișierele pot fi exportate către calculatorul local al utilizatorului într-o varietate de formate (ODF, HTML, PDF, RTF, Text, Open Office XML). Fișierele pot fi etichetate și arhivate în scopuri organizaționale. 

#### Explorați
În martie 2014, Google a introdus suplimente; instrumente noi de la dezvoltatori terți care adaugă mai multe funcții pentru Documente Google. Pentru a vizualiza și edita documente offline pe un calculator, utilizatorii trebuie să utilizeze navigatorul web Google Chrome. O extensie Chrome, Documente Google Offline, permite utilizatorilor să activeze funcționarea offline pentru fișierele lor de pe site-ul Google Drive. Aplicațiile Android și iOS acceptă nativ editarea offline.
În iunie 2014, Google a introdus „Modificări sugerate” în Documente Google; ca parte a permisiunii „acces la comentarii”, participanții pot veni cu sugestii pentru modificări pe care autorul le poate accepta sau respinge, în contrast cu capacitatea de editare completă.
În octombrie 2016, Google a anunțat „Action items” pentru Documente. Dacă un utilizator scrie fraze precum „Andrei are de terminat prezentarea scriptului”, serviciul va atribui în mod inteligent acea acțiune lui „Andrei”. Google afirmă că acest lucru îi va lăsa pe ceilalți colaboratori să vadă care persoană este responsabilă pentru ce sarcină. Când un utilizator vizitează Disc Google, Documente, Foi de calcul sau Prezentări, toate fișierele cu sarcini atribuite acestora vor fi evidențiate cu o insignă.
Un instrument de cercetare de bază a fost introdus în 2012, ulterior extins în „Explorați”, lansat în septembrie 2016, care permite o funcționalitate suplimentară prin învățarea automată. În Documente, Explorați arată rezultatele căutării Google relevante pe baza informațiilor din document, simplificând adunarea informațiilor. Utilizatorii pot, de asemenea,  să selecteze o parte din textul unui document, să apese pe Explorați și să vadă rezultatele căutării numai pe baza textului marcat. 
În decembrie 2016, Google a introdus o funcție de citare rapidă în Documente. Instrumentul de citare rapidă permite utilizatorilor să „insereze citări ca note de subsol printr-o singură apăsare de buton” pe web prin funcția Explorați introdusă în septembrie. Funcția de citare a marcat și lansarea funcționalităților Explorați în conturile G Suite pentru Educație.

### Fișiere

#### Formate de fișiere acceptate
Fișierele în următoarele formate pot fi vizualizate și convertite în formatul intern Documente: 
- Pentru documente: .doc (dacă este mai recent decât Microsoft Office 95), .docx, .docm .dot, .dotx, .dotm, .html, text simplu (.txt), .rtf, .odt

#### Limitele fișierelor
Limitele pentru dimensiunile fișierelor inserabile, lungimea generală și dimensiunea documentului sunt enumerate mai jos:
- Până la 1,02 milioane de caractere, indiferent de numărul de pagini sau dimensiunea fontului. Fișierele de document convertite în format Documente .gdoc nu pot fi mai mari de 50 MB. Imaginile inserate nu pot fi mai mari de 50 MB și trebuie să fie în format .jpg, .png sau .gif non-animat.

### G Suite
Documente Google și suita Disc sunt gratuite pentru utilizare de către persoane fizice, dar sunt, de asemenea, disponibile ca parte a suitei G Suite centrată pe afaceri de la Google, permițând funcționalități suplimentare axate pe afaceri la plata unui abonament lunar.

### Alte funcționalități
Un instrument simplu de găsire și înlocuire este disponibil.  
Suita Disc include un instrument de copiere web care permite utilizatorilor să copieze și să lipească conținut între Documente Google, Foi de calcul, Prezentări și Desene. Funcția de copiere web poate fi utilizată și pentru copierea și lipirea conținutului între diferite calculatoare. Articolele copiate sunt stocate pe serverele Google până la 30 de zile. Pentru majoritatea copierii și lipirii, Documente acceptă și comenzi rapide de la tastatură. Google oferă o extensie pentru navigatorul web Google Chrome numită  Office Editing pentru Documente, Foi de calcul și Prezentări, care permite utilizatorilor să vizualizeze și să editeze documente Microsoft Word pe Google Chrome, prin intermediul aplicației Docs. Extensia poate fi folosită pentru deschiderea fișierelor Office stocate pe computer cu Chrome, precum și pentru deschiderea fișierelor Office întâlnite pe web (sub forma de atașamente de e-mail, a rezultatelor căutării web etc.) fără a fi nevoie să le descărcați. Extensia este instalată în mod implicit pe Chrome OS.
Google Cloud Connect a fost o extensie pentru Microsoft Office 2003, 2007 și 2010 care putea stoca și sincroniza automat orice document Word cu Documente Google (înainte de introducerea Disc) în formatele Documente Google sau Microsoft Office. Copia online era actualizată automat de fiecare dată când documentul Microsoft Word era salvat. Documentele Microsoft Word puteau fi editate offline și sincronizate ulterior atunci când utilizatorul intra înapoi online. Google Cloud Connect menținea versiunile anterioare ale documentelor Microsoft Word și le permitea mai multor utilizatori să colaboreze lucrând la același document în același timp.
Google Cloud Connect a fost întrerupt în aprilie 2013, deoarece Disc Google realiza toate sarcinile de mai sus, „cu rezultate mai bune”.

## Recepție
Într-o recenzie din decembrie 2016 a Documente Google și a suitei de software Google Disc, Edward Mendelsohn de la PC Magazine scria că suita era „elegantă vizual”, cu „colaborare fără efort”, dar că Documente, împreună cu Foi de calcul și Prezentări, era „mai puțin puternic decât suitele bazate pe desktop”. Comparând suita de programe Google cu cele ale Microsoft și Apple, el a declarat că „Documente Google există doar în browserul dumneavoastră web”, ceea ce înseamnă că utilizatorii au un „set de funcții mai limitat” decât „o aplicație desktop puternică și spațioasă” . El a scris că asistența offline necesită o extensie, descriind-o drept „mai puțin convenabilă decât o aplicație desktop și trebuie să vă amintiți să o instalați înainte de a avea nevoie de ea”. Mendelsohn a lăudat interfața utilizatorului, descriind-o drept „elegantă, foarte utilizabilă”, cu „performanță rapidă” și că istoricul revizuirilor „vă avertizează asupra modificărilor recente și stochează înregistrări exacte ale versiunilor trecute”. În ceea ce privește funcționalitatea Explorați, el a lăudat-o ca fiind „cea mai inovatoare caracteristică nouă” din suită și că a depășit funcțiile comparabile din Microsoft Office. El a descris calitatea importurilor de fișiere Word ca fiind realizate „o fidelitate impresionantă”. El a rezumat prin lăudarea Documentelor Google și suitei Disc pentru că au „cel mai bun echilibru între viteză și putere, precum și cele mai bune funcții de colaborare, de asemenea”, în timp ce a menționat că „îi lipsesc câteva funcții oferite de Microsoft Office 365, dar în testarea noastră [Documente Google] a încărcat și salvat documentele mai rapid”.

## Probleme

### Incidentul deînșelăciune electronicădin 2017
În mai 2017, un atac înșelător camuflat sub forma unui e-mail de partajare a documentelor Google s-a răspândit pe Internet. Atacul trimitea e-mailuri pretinzând a fi cineva pe care ținta îl cunoștea, solicitând să partajeze un document cu acesta. Odată ce linkul din e-mail era apăsat, utilizatorii erau direcționați către o pagină reală de permisiuni a contului Google în care software-ul rău intenționat, o aplicație terță numită tot „Documente Google”, solicita accesul la contul Google al utilizatorului. Odată acordat, software-ul primea acces la mesajele Gmail ale utilizatorului și la agendă și trimitea noi invitații de colaborare frauduloase către persoanele de contact. Atacul de tip phishing a fost descris de către mass-media ca fiind „masiv” și „pe scară largă”, iar site-ul The Next Web al lui Napier Lopez scria că este „foarte ușor să cazi în plasă”. Unul dintre motivele pentru care atacul a fost atât de eficient a fost că mesajele sale de e-mail au trecut prin filtrul de spam și software-ul de securitate și au folosit o adevărată adresă Google. În câteva ore, atacul a fost oprit și soluționat de Google, un purtător de cuvânt declarând că „Am luat măsuri pentru a proteja utilizatorii împotriva unui e-mail care falsifica Documente Google și am dezactivat conturile care au cauzat atacul. Am eliminat paginile false, am împins actualizări prin Navigare sigură, iar echipa noastră de abuzuri lucrează pentru a preveni ca acest tip de atac să se întâmple din nou”.  În aceeași zi, Google a actualizat Gmail pe Android pentru a proteja caracteristicile împotriva atacurilor de phishing. Presa a observat că, în timp ce protecția adăugată a fost anunțată în aceeași zi cu atacul, totuși, „este posibil să nu fi împiedicat atacul din această săptămână, întrucât atacul a implicat o aplicație rău intenționată și falsă care a fost găzduită chiar pe domeniul Google”. La începutul lunii mai 2017, Ars Technica a raportat că „cel puțin trei cercetători în securitate” au ridicat probleme cu privire la amenințări, unul dintre ei în octombrie 2011, și că atacatorul sau atacatorii din spatele incidentului „ar fi putut să copieze tehnica dintr-o dovadă a conceptului postată de un cercetător în securitate pe GitHub în februarie”. Mai mult, raportul a menționat că Google a fost avertizat în mod repetat de către cercetători cu privire la potențială amenințare, iar cercetătorul de securitate Greg Carson spunând că „nu cred că Google a înțeles pe deplin cât de grav serviciul lor poate fi abuzat, dar cu siguranță hackerii au înțeles”.

### Eroarea „Termeni și servicii” din 2017
În octombrie 2017, Google a lansat o actualizare din partea serverului la baza sa de cod, care cauzat semnalarea incorectă a documentelor aleatorii ca încălcări nespecifiate ale politicilor sale „Termeni și servicii”. O soluție a fost lansată la scurt timp după aceea, deși problema a devenit de remarcat pentru amploarea controlului pe care Google îl are asupra conținutului utilizatorilor, inclusiv pentru analiza conținutului documentelor, precum și pentru capacitatea sa de a opri utilizatorii oricând din lucru, inclusiv în momentele critice de muncă.